# Extreme Rules (2010)
Extreme Rules (2010) là một sự kiện pay-per-view đấu vật chuyên nghiệp sản xuất bởi WWE và được tài trợ bởi KFC, diễn ra ngày 25 tháng 4 năm 2010 tại 1st Mariner Arena ở Baltimore, Maryland. It was the second event promoted under the Extreme Rules name. Có 8 trận đấu trong sự kiện, tất cả đều có thể thức đặc biệt. Sự kiện nhận được 182.000 lượt mua pay-per-view, bằng với con số của sự kiện Backlash 2009.

## Kết quả
| #                                                                                | Kết quả | Thể loại                                                     | Thời gian |
| -------------------------------------------------------------------------------- | --- | ------------------------------------------------------------ | --------- |
| 1D                                                                               | Kofi Kingston đánh bại Dolph Ziggler                                                                                                   | Đấu đơn                                                      | Không rõ  |
| 2                                                                                | The Hart Dynasty (David Hart Smith và Tyson Kidd) (cùng với Bret Hart và Natalya) won by last eliminating ShoMiz (Big Show và The Miz) | Gauntlet match                                               | 05:18     |
| 3                                                                                | CM Punk (cùng với Luke Gallows và Serena) đánh bại Rey Mysterio                                                                        | Hair match                                                   | 15:57     |
| 4                                                                                | JTG đánh bại Shad Gaspard | Strap match                                                  | 04:41     |
| 5                                                                                | Jack Swagger (c) đánh bại Randy Orton                                                                                                  | Extreme Rules match tranh đai World Heavyweight Championship | 13:59     |
| 6                                                                                | Sheamus đánh bại Triple H | Street Fight                                                 | 15:46     |
| 7                                                                                | Beth Phoenix đánh bại Michelle McCool (c) (cùng với Layla và Vickie Guerrero)                                                          | Extreme Makeover match tranh đai WWE Women's Championship    | 06:32     |
| 8                                                                                | Edge đánh bại Chris Jericho | Steel Cage match                                             | 19:59     |
| 9                                                                                | John Cena (c) đánh bại Batista | Last Man Standing match tranh đai WWE Championship           | 24:34     |
| - (c) – chỉ người vô địch bước vào trận đấu - D – chỉ trận đấu là một dark match | |                                                              |           |

Gauntlet match
| Bốc thăm | Đô vật                                                                  | Thứ tự  | Bị loại bởi      |
| -------- | ----------------------------------------------------------------------- | ------- | ---------------- |
| 1        | ShoMiz (Big Show và The Miz)                                            | 3       | The Hart Dynasty |
| 2        | John Morrison và R-Truth                                                | 1       | ShoMiz           |
| 3        | The World's Strongest Tag Team (Mark Henry và Montel Vontavious Porter) | 2       | ShoMiz           |
| 4        | The Hart Dynasty (David Hart Smith và Tyson Kidd)                       | Winners | N/A              |

## Nhân sự trên màn ảnh khác
| Bình luận viên - Jerry Lawler - Matt Striker - Michael Cole Người phỏng vấn - Josh Mathews | Ring announcer - Justin Roberts - Tony Chimel Trọng tài - Mike Chioda - Charles Robinson - Jack Doan |